# فؤاد الصياد
فؤاد عبد المعطي الصياد مؤرخ وباحث مصري متخصص بتاريخ المغول.

## سيرته
دكتور فؤاد الصياد مؤرخ واسع الاطلاع على تاريخ المغول حسن الترتيب وافر الإنتاج عميق الغور أثري المكتبة العربية بكنوز وفيرة من قلمه الساحر. أستاذ الدراسات الشرقية بكلية الآداب، جامعة عين شمس وقطر، والدكتور فؤاد عبد المعطي الصياد كان مشروعه الكبير: ترجمة تاريخ المغول من الفارسية إلى العربية، كانت وفاته 1999م.

## تاريخ المغول
المغول في التاريخ كتاب لمؤلفه فؤاد عبد المعطي الصياد، يتناول من خلاله تاريخ المغول في اثني عشر فصلا، بدءا بقبائلهم وانتهاء بتقاليدهم ونظمهم الاجتماعية والحربية، وذكر ظهور جنكيز خان والشرق الإسلامي إبان غزوات المغول، وسياسة جنكيز خان وتحليل شخصيته وخلفائه من القبائل المختلفة، ثم هولاكو وسقوط الخلافة العباسية.

## مؤلفاته
منها :
1. المغول في التاريخ _الجزء الأول :("مبداء سيرة المغول وجنكيز خان وأولاده")
2. المغول في التاريخ _الجزء الثاني:("الشرق الإسلامي في عهد الايلخانيين: أسرة هولاكو خان").[1]

- ترجمة وتحقيق: جامع التواريخ (تاريخ خلفاء جنكيزخان).
- ترجمة وتحقيق: راحة الصدور و آية السرور في تاريخ الدولة السلجوقية.
- قواعد اللغة الفارسية.
- مؤرخ المغول الكبير رشيد الدين فضل الله الهمذانى.
- النيروز وأثره في الأدب الفارسي.
- السلطان محمود غازان خان المغولي واعتناقه الإسلام.[3]